# Trani
Trani é uma comuna italiana da região da Puglia, província de Barletta-Andria-Trani, com cerca de 52.345 habitantes. Estende-se por uma área de 102 km², tendo uma densidade populacional de 513 hab/km². Faz fronteira com Andria, Barletta, Bisceglie, Corato.
Pertence à rede das Cidades Cittaslow.

## Demografia
| Variação demográfica do município entre 1861 e 2011                               |
|                                                                                   |
| Fonte: Istituto Nazionale di Statistica (ISTAT) - Elaboração gráfica da Wikipedia |